# Самчинецька сільська рада
Самчине́цька сільська́ ра́да — адміністративно-територіальна одиниця та орган місцевого самоврядування у Старокостянтинівському районі Хмельницької області. Адміністративний центр — село Самчинці.

## Загальні відомості
Самчинецька сільська рада утворена в 1927 році.
- Територія ради: 32,06 км²
- Населення ради: 684 особи (станом на 2001 рік)

## Населені пункти
Сільській раді підпорядковані населені пункти:
- с. Самчинці
- с. Семиреньки

## Склад ради
Рада складається з 12 депутатів та голови.
- Голова ради: Сторожук Ірина Дмитрівна
- Секретар ради: Ілларіонова Оксана Володимирівна

### Керівний склад попередніх скликань
| Прізвище, ім'я, по батькові | Основні відомості                                                                                                | Дата обрання | Дата звільнення |
| --------------------------- | --- | ------------ | --------------- |
| Сторожук Ірина Дмитрівна    | Сільський голова, 1968 року народження, освіта середня спеціальна, член Всеукраїнського об'єднання «Батьківщина» | 26.03.2006   | 31.10.2010      |
| Сторожук Ірина Дмитрівна    | Сільський голова, 1968 року народження, освіта середня спеціальна, позапартійна                                  | 31.10.2010   |                 |

Примітка: таблиця складена за даними сайту Верховної Ради України

### Депутати
За результатами місцевих виборів 2010 року депутатами ради стали:

#### За суб'єктами висування
| Суб'єкт висування                                                                    | Кількість обраних депутатів | %    |
| ------------------------------------------------------------------------------------ | --------------------------- | ---- |
| Самовисування                                                                        | 4                           | 33,3 |
| Політична партія «УДАР (Український Демократичний Альянс за Реформи) Віталія Кличка» | 3                           | 25   |
| Політична партія «Сильна Україна»                                                    | 2                           | 16,7 |
| Комуністична партія України                                                          | 1                           | 8,3  |
| Народна партія                                                                       | 1                           | 8,3  |
| Партія регіонів                                                                      | 1                           | 8,3  |

#### За округами
| № округу                                                                             | Прізвище, ім'я, по батькові      | Дата визнання обраним | Освіта             | Партійна приналежність                                                                     | Відомості про обраного депутата                        |
| ------------------------------------------------------------------------------------ | -------------------------------- | --------------------- | ------------------ | ------------------------------------------------------------------------------------------ | ------------------------------------------------------ |
| Комуністична партія України                                                          |                                  |                       |                    |                                                                                            |                                                        |
| 12                                                                                   | Стецюк Віктор Семенович          | 05.11.2010            | середня спеціальна | член Комуністичної партії України                                                          | тимчасово не працює                                    |
| Народна Партія                                                                       |                                  |                       |                    |                                                                                            |                                                        |
| 7                                                                                    | Семенюк Володимир Васильович     | 05.11.2010            | середня            | член Народної партії                                                                       | Сковородківське лісництво, лісник                      |
| Партія регіонів                                                                      |                                  |                       |                    |                                                                                            |                                                        |
| 2                                                                                    | Колесник Любов Тимофіївна        | 05.11.2010            | середня            | позапартійна                                                                               | Самчинецька загальноосвітня школа, технічний працівник |
| Політична партія «Сильна Україна»                                                    |                                  |                       |                    |                                                                                            |                                                        |
| 5                                                                                    | Ілларіонова Оксана Володимирівна | 05.11.2010            | середня спеціальна | член Політичної партії «Сильна Україна»                                                    | Самчинецька сільська рада, секретар                    |
| 6                                                                                    | Гуменюк Наталія Миколаївна       | 05.11.2010            | середня спеціальна | член Політичної партії «Сильна Україна»                                                    | Самчинецьке ВПЗ, зав. Відділенням                      |
| Політична партія «УДАР (Український Демократичний Альянс за Реформи) Віталія Кличка» |                                  |                       |                    |                                                                                            |                                                        |
| 1                                                                                    | Терещук Олександр Васильович     | 05.11.2010            | середня            | член Політичної партії «УДАР (Український Демократичний Альянс за Реформи) Віталія Кличка» | тимчасово не працює                                    |
| 8                                                                                    | Олійник Тетяна Сергіївна         | 05.11.2010            | середня            | член Політичної партії «УДАР (Український Демократичний Альянс за Реформи) Віталія Кличка» | тимчасово не працює                                    |
| 10                                                                                   | Костишин Марія Дмитрівна         | 05.11.2010            | середня            | член Політичної партії «УДАР (Український Демократичний Альянс за Реформи) Віталія Кличка» | приватний підприємець                                  |
| Самовисування                                                                        |                                  |                       |                    |                                                                                            |                                                        |
| 3                                                                                    | Доценко Олексій Анатолійович     | 05.11.2010            | середня спеціальна | позапартійний                                                                              | Староконстянтинівський молокозавод, електрик           |
| 4                                                                                    | Мазур Леонід Олексійович         | 05.11.2010            | середня спеціальна | позапартійний                                                                              | Самчинецька сільська рада, землевпорядник              |
| 9                                                                                    | Можаровський Юрій Юрійович       | 25.03.2012            | незакінчена вища   | позапартійний                                                                              | тимчасово не працює                                    |
| 11                                                                                   | Сторожук Микола Миколайович      | 05.11.2010            | середня спеціальна | позапартійний                                                                              | Самчинецька сільська рада, завідувач бібліотекою       |